# Pintor de Berlín A 34

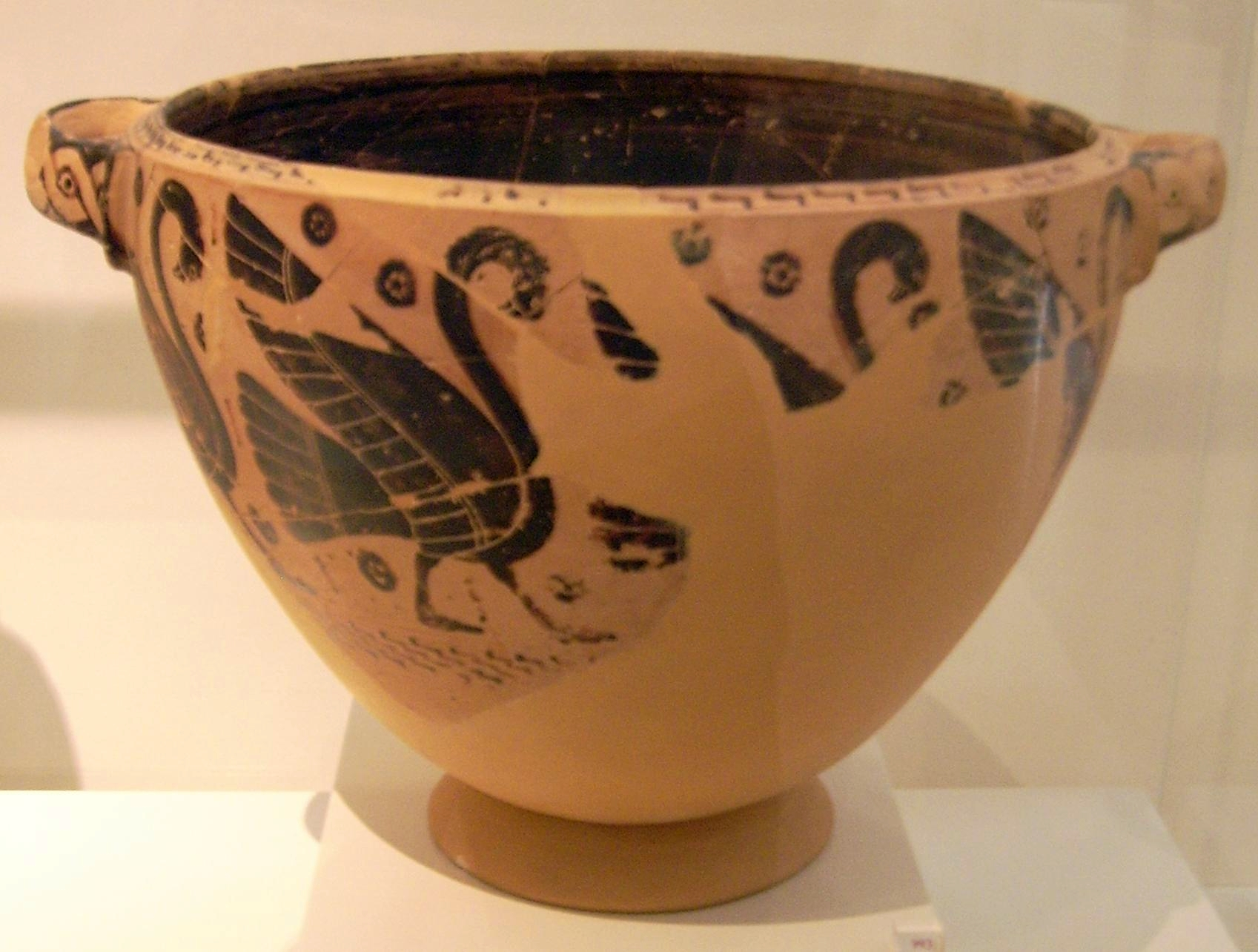
Crátera de figuras negras temprana escifo, frente con cisnes, espalda con adornos en espiral y cabezas de cisnes, circa 630 a. C.; encontrada en el túmulo de Vourvas en Ática, Museo Nacional, Atenas.

El Pintor de Berlín A 34 fue un pintor de vasos durante el período pionero de la cerámica ática de figuras negras. A través de las obras que nos han llegado o que se le han atribuido está el paso del lenguaje pictórico protoático orientalizante al más puro estilo de figuras negras. Su nombre real es desconocido, su nombre convencional se deriva de su nombre de vaso en el Antikensammlung Berlin. Es el primer pintor individual de vasos del estilo ateniense reconocido por los eruditos. Sus obras están datadas alrededor del 630 a. C. 
Dos de sus vasos provienen de Egina (los vasos fueron enviados a Berlín, pero se perdieron o destruyeron durante la Segunda Guerra Mundial), y muestran lo que lo que podía ser la más bella pintura de vasos protoáticos.
Siguiendo la antigua tradición, ejecutó los rostros de sus figuras como dibujos de siluetas. Sus ropas, así como las rosetas decorativas fueron aplicadas en pintura roja y blanca. Utilizó patrones de zigzag y rosetas orientalizantes. En algunos de sus vasos, en lugar de usar la técnica convencional de silueta, aplicaba pintura blanca directamente sobre una base negra. Sus personajes humanos revelan la tradición atenienses, pero sus animales, con su nueva manera y su aspecto monumental son originales, a pear de cierta rigidez por ejemplo en el tratamiento de las plumas de las alas. Su ornamentación es uniforme y se asemeja a los vasos corintios contemporáneos. Su actividad probablemente cesó en el 620 a. C., ya que no se conocen más vasos suyos. Aunque generalmente se le considera un pionero y ocupa un lugar importante en la historia de los vasos atenienses, el avance de la técnica de las figuras negras en Atenas fue probablemente logrado solo por sus sucesores.
Su vaso epónimo, Berlin A 34, representa una procesión de varias mujeres, por lo que en un principio se le llamó también el Pintor de mujeres, nombre convenido que en la actualidad se le da a un pintor ático del estilo de figuras rojas.

## Obras
- Berlín, Antikensammlung

Crátera A 34
- Atenas, Museo del Cerámico

Crátera 130 • ‘‘Escifo‘‘-Cratera 801